# Laboratório Aberto de Arqueologia Urbana
O Laboratório Aberto de Arqueologia Urbana (LAAU) é um centro público de pesquisa, conservação e comunicação arqueológica localizado na cidade do Rio de Janeiro. Fundado em 2014 pelo Instituto Rio Patrimônio da Humanidade (IRPH), o laboratório foi criado com o objetivo de reunir, estudar e tornar acessíveis ao público os vestígios arqueológicos encontrados durante as obras de requalificação urbana da região portuária da cidade, especialmente no contexto do projeto Porto Maravilha.
Seu diferencial metodológico está na adoção de práticas de arqueologia pública com enfoque na multivocalidade, reconhecendo e valorizando múltiplas narrativas associadas aos bens arqueológicos.

### Histórico
O LAAU foi concebido como uma resposta à quantidade e diversidade de materiais arqueológicos recuperados nas escavações realizadas entre 2009 e 2012, durante as intervenções no centro histórico do Rio de Janeiro. A instalação do laboratório nos galpões da Gamboa permitiu a organização, catalogação e pesquisa de um acervo com mais de 1,3 milhão de fragmentos arqueológicos.
Desde sua criação, o LAAU tem se consolidado como um espaço de referência para a arqueologia urbana no Brasil, promovendo ações educativas e de difusão científica abertas à participação social.

### Arqueologia urbana
A atuação do LAAU se insere no campo da arqueologia urbana, uma vertente da arqueologia que se dedica ao estudo de vestígios materiais em áreas urbanizadas, considerando os múltiplos tempos, camadas e significados presentes nas cidades. Essa abordagem busca compreender como a materialidade do passado resiste, é ocultada ou ressignificada nos espaços urbanos contemporâneos.
De acordo com a arqueóloga Tânia Andrade Lima:
A arqueologia urbana pode ser definida como a investigação de registros materiais da história humana presentes nas cidades, especialmente aqueles ocultos, transformados ou ignorados pelo processo urbano contínuo.
Ao estudar objetos do cotidiano, estruturas arquitetônicas e camadas do subsolo, a arqueologia urbana permite acessar dimensões sociais, culturais e econômicas de populações urbanas passadas, contribuindo para a reinterpretação da história das cidades a partir de seus vestígios materiais.
No caso do LAAU, essa perspectiva está associada ao compromisso com multivocalidade, ao reconhecer que diferentes grupos sociais atribuem significados distintos aos achados arqueológicos, especialmente em territórios marcados por desigualdades históricas, como a região portuária do Rio de Janeiro.

### Missão e abordagem multivocal
A missão do LAAU é preservar, estudar e comunicar os vestígios arqueológicos urbanos em diálogo com a sociedade. Com base na abordagem multivocal, o laboratório reconhece que os objetos arqueológicos não possuem significados fixos e universais, sendo interpretados por diferentes grupos sociais a partir de suas memórias, vivências e relações com o território.
O LAAU busca:
- Ampliar o acesso ao patrimônio arqueológico;
- Envolver comunidades locais nas ações interpretativas;
- Romper com narrativas oficiais únicas sobre a história da cidade;
- Promover a educação patrimonial como direito cultural e prática cidadã.

### Acervo e atividades
O acervo do LAAU reúne fragmentos cerâmicos, peças metálicas, elementos arquitetônicos, objetos religiosos e utensílios domésticos. Muitos dos vestígios estão relacionados à história da cidade do Rio de Janeiro entre os séculos XVII e XIX, incluindo o período da escravidão urbana e a presença de populações africanas na região portuária.
Entre as atividades realizadas pelo laboratório estão:
- Escavações com mediação e acesso público;
- Oficinas com estudantes e professores da rede pública;
- Exposições de caráter temporário em museus parceiros, como o MUHCAB;
- Catalogação e análise de materiais arqueológicos;
- Produção de materiais educativos e de divulgação científica.

### Importância sociocultural
O LAAU representa uma inovação na forma como o patrimônio arqueológico urbano é tratado no Brasil. Ao articular ciência, memória e participação social, o laboratório promove o reconhecimento de identidades historicamente marginalizadas, amplia o debate sobre o passado da cidade e fortalece o vínculo entre patrimônio e cidadania.
Sua atuação se insere no campo da arqueologia pública e da museologia social, contribuindo para a democratização do acesso ao conhecimento arqueológico e para a valorização da diversidade de vozes e memórias que compõem a paisagem urbana.